# Cock-a-leekie

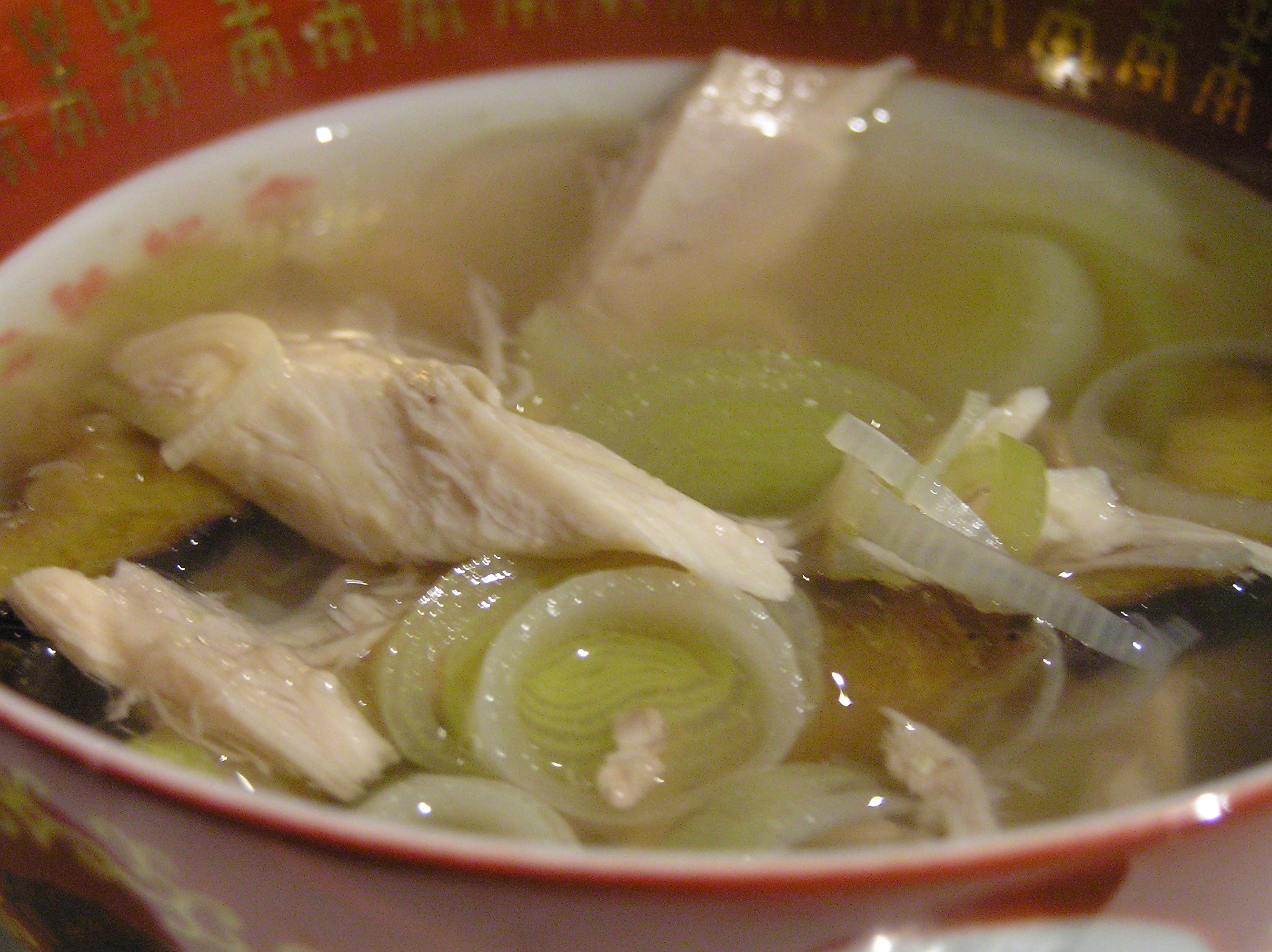
Sopa cock-a-leekie

Cock-a-leekie soup é a sopa de alho-porro e galinha típica da Escócia, onde é considerada tradicionalmente um prato de camponeses. É mencionada desde o século XVI e muitas vezes servida nas Burns Suppers ou no jantar do dia de Santo André (30 de Novembro) 
Para preparar esta sopa, começa por se cozer uma galinha inteira com alho-porro, até a carne se separar dos ossos. Reserva-se a galinha cozida, coa-se o caldo e usa-se para cozer arroz ou cevada, a que se junta mais alho-porro e cenoura ralada. Antes de servir, verifica-se o tempero, acrescentando, se necessário, sal e pimenta, e pedaços de galinha.
Uma sopa tão popular tem necessariamente muitas variantes, a mais importante das quais é a utilização de ameixas secas, seja na cozedura da galinha, seja na parte final da sopa. Outras variantes incluem o uso de caldo de carne, em vez do de galinha, a adição de aipo ou outros vegetais, pedaços de bacon frito e mesmo pimenta-da-jamaica, alho ou tomilho e salsa.